# New Zealand State Highway 41
Der New Zealand State Highway 41 (auch State Highway 41 oder in Kurzform SH 41) ist eine Fernstraße von nationalem Rang auf der Nordinsel von Neuseeland.

## Strecke
Der SH 41 zweigt östlich von Taumarunui an der Mündung des Pungapunga River in den Whanganui River vom New Zealand State Highway 4 ab und folgt dem Pungapunga River flussauf in östlicher Richtung. Er überquert den Waituhi Saddle und kreuzt den Kuratau River. Südwestlich des Lake Kuratau trifft er bei Kuratau Junction auf den New Zealand State Highway 32 und zweigt nach Südosten ab. Nahe dem südlichen Ufer des Lake Taupō trifft er bei Tūrangi auf den New Zealand State Highway 1.